# Rozenknolgalwesp
De rozenknolgalwesp (Diplolepis mayri) is een vliesvleugelig insect uit de familie van de echte galwespen (Cynipidae). Het veroorzaakt gallen op rozen (Rosa sp.).

## Kenmerken
De gallen van Diplolepis mayri vertonen morfologische gelijkenis met Diplolepis rosae, maar het oppervlak van de gal is minder bedekt en de uitlopers erop zijn meer stekelachtig. Het kan samen met D. rosae op dezelfde waardplant voorkomen. Gallen van D. mayri zijn meerkamerig en de kamers hebben dikkere wanden dan die van D. rosae.

## Voedsel
In de winter worden de gallen van D. mayri vaak geopend door predatoren, net als de gallen van D. rosae. Deze roofdieren kunnen vogels zijn, zoals in het geval van andere Cynipidae-gallen: voor D. rosae de kleine bonte specht (Picoides minor), voor Andricus sp en Neuroterus sp. de koolmees (Parus major).
In zijn gallen komt dezelfde parasitoïde verzameling voor als bekend van D. rosae. De meest voorkomende sluipwespen van beide gallen zijn Orthopelma mediator, Torymus bedeguaris, Glyphomerus stigma en Pteromalus bedeguaris. Periclistus brandtii komt ook voor in beide gallen.  Andere soorten zoals Torymus rubi, Eupelmus urozonus, Eupelmus vesicularis, Eurytoma rosae kunnen de parasitoïden zijn.

## Taxonomie
De wetenschappelijke naam van de soort is voor het eerst geldig gepubliceerd in 1877 door Schlechtendal. 